# ザ・ボーイ 鹿になった少年
『ザ・ボーイ 鹿になった少年』（原題：The Boy）は、2015年制作のアメリカ合衆国のサイコスリラー映画。
孤独を抱える少年が自身の中に眠る邪悪に目覚めていく姿を描く。クレイグ・ウィリアム・マクニールとクレイ・マクラウド・チャップマンが2011年に制作した短編映画Henleyの長編映画化。

## あらすじ
1989年夏、コロラド州のとある田舎町。9歳の少年テッドは、モーテルを経営する父親ジョンと2人で暮らしていた。ジョンはアルコール依存症で、母親は彼に愛想を尽かして出て行ってしまっていた。さらにジョンはテッドのことをあまり構ってくれていなかった。
テッドは孤独な日々を過ごすうち、ふとしたことをきっかけに“死”の魅力に取り憑かれるようになる。やがて、心の内に邪悪さが芽生え始めたテッドは狂気の行動に走っていく。

## キャスト
- ジョン・ヘンリー：デヴィッド・モース
- テッド・ヘンリー：ジャレッド・ブリーズ
- 保安官：ビル・セイジ
- マイク・ヴォーゲル
- ズレイカ・ロビンソン
- ベン：エイデン・ラヴカンプ
- ウィリアム・コルビー：レイン・ウィルソン

## 評価
レビュー・アグリゲーターのRotten Tomatoesでは22件のレビューで支持率は68%、平均点は6.00/10となった。Metacriticでは8件のレビューを基に加重平均値が45/100となった。